# Ападія
Ападія (рум. Apadia) — село у повіті Караш-Северін в Румунії. Входить до складу комуни Бребу.
Село розташоване на відстані 335 км на захід від Бухареста, 15 км на північний схід від Решиці, 75 км на південний схід від Тімішоари.

## Населення
За даними перепису населення 2002 року у селі проживали 293 особи, з них 292 особи (99,7%) румунів. Усі жителі села рідною мовою назвали румунську.